# Universidad Nacional de Lanús
La Universidad Nacional de Lanús (UNLa) es una universidad pública argentina fundada el 4 de junio de 1995 con sede central en la localidad bonaerense de Remedios de Escalada, en el partido de Lanús. Su campus se encuentra ubicado en el límite de los partidos de Lanús y Lomas de Zamora.

## Historia

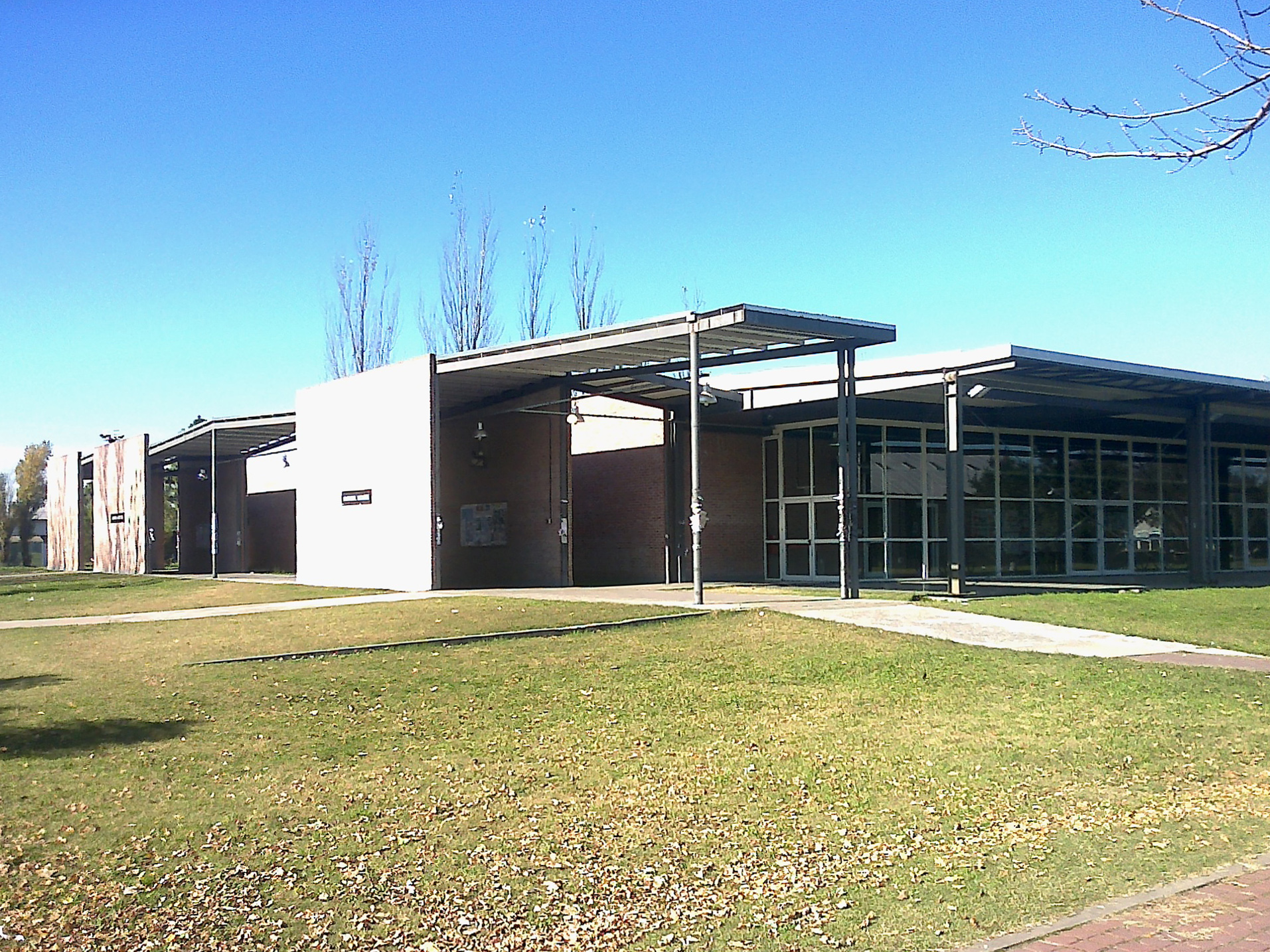
Edificios «Manuel Ugarte» (adelante) y «Arturo Jauretche» (atrás), construidos en 2005 y 2002.

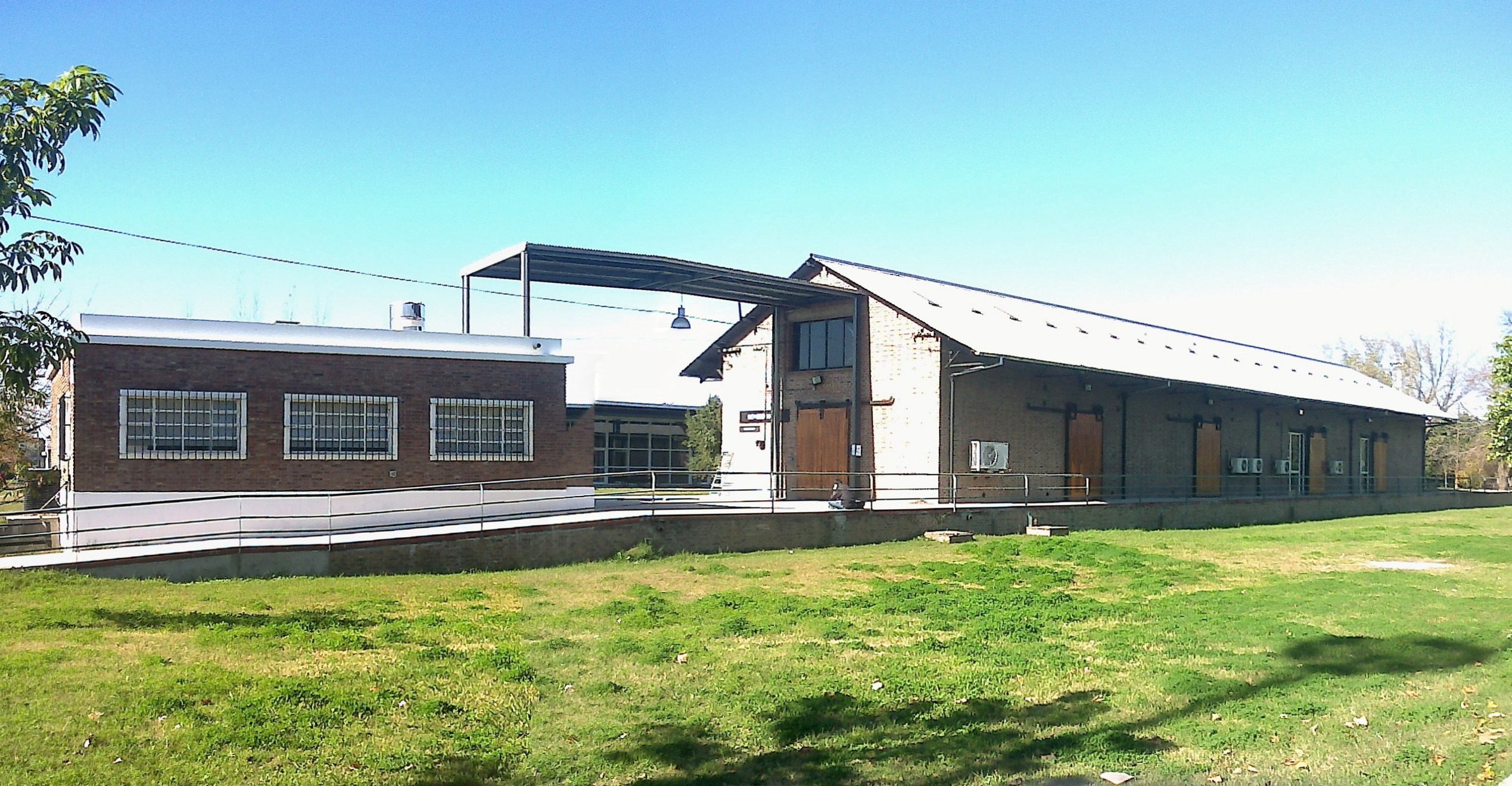
Edificio «Homero Manzi».

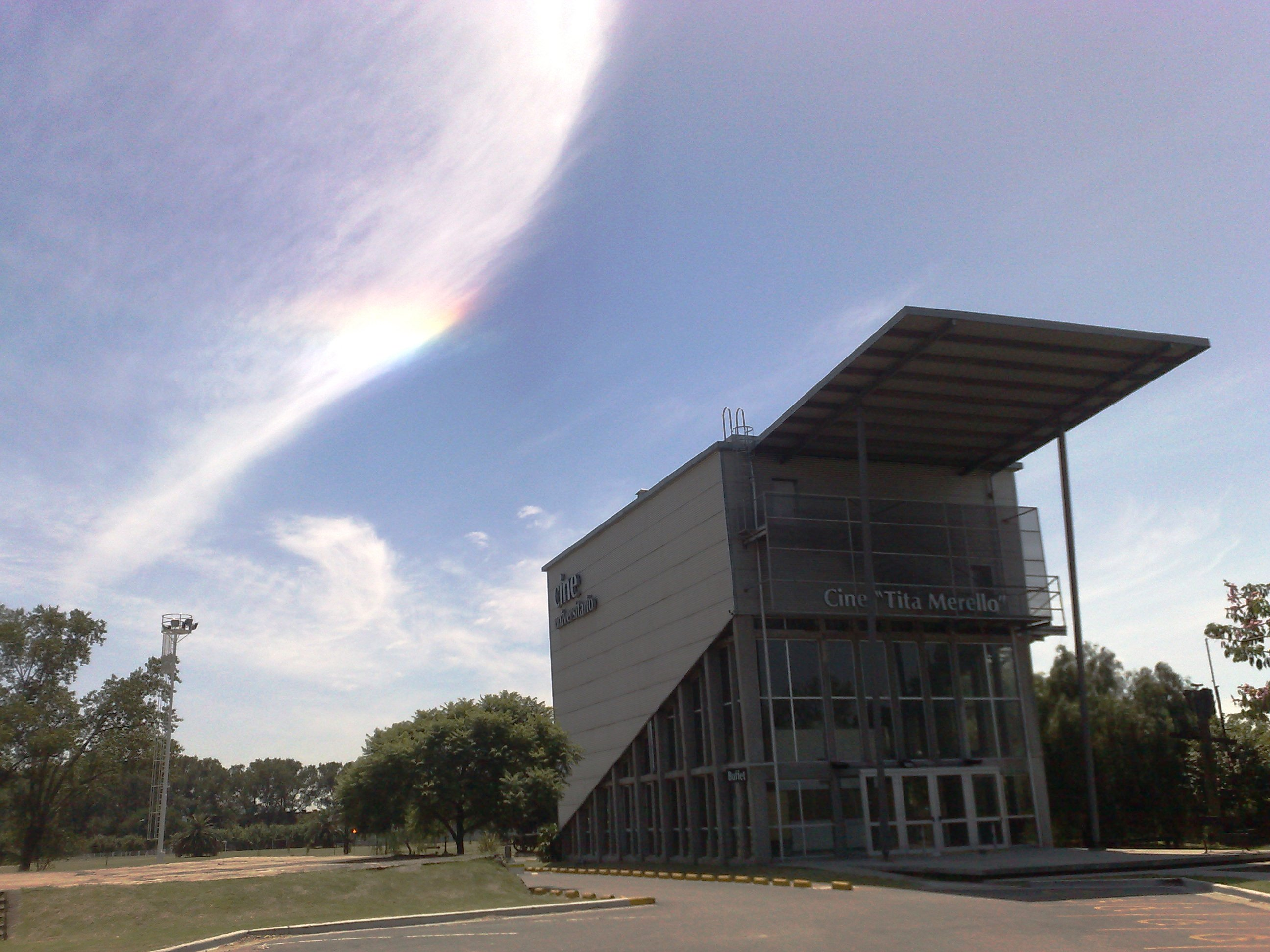
Cine Universitario «Tita Merello».

Fue creada el 7 de junio de 1995 por ley nacional 24.496. Comenzó su actividad académica en un edificio de la calle La Habana 568, en Valentín Alsina, cedido en comodato por la Federación de la Carne.
En 1996, las leyes 24750 y 24751 le transfirieron de manera gratuita 10 hectáreas de tierras en Remedios de Escalada, pertenecientes a los talleres de la línea Roca de los Ferrocarriles Argentinos, en ese entonces administrados por FEMESA. Allí había tres galpones, cuya obra de reciclado comenzó en abril de 1998 y fue inaugurada en octubre del mismo año. En este lugar funcionaron las oficinas de los distintos departamentos y las aulas de las carreras de Tecnología en Alimentos, Trabajo Social, Economía de la Empresa y Enfermería.
En 2003, la Ley 25 766 le entregó de manera gratuita a la universidad los hasta entonces Archivos de Ferrocarriles Argentinos, un edificio de 19 031 m².
En 2005 tuvo una matrícula de 4.072 alumnos. En 2004 había tenido 500 docentes, casi 6000 alumnos (un aumento de 28% con respecto al año 1999) y un presupuesto asignado de $11 500 000.

## Carreras
La universidad se organiza en Departamentos:
| Departamento                        | Grado | Posgrado |
| ----------------------------------- | --- | --- |
| Desarrollo Productivo y Tecnológico | - Licenciatura en Gestión Ambiental Urbana - Licenciatura en Economía Empresarial - Licenciatura en Economía Política - Licenciatura en Ciencia y Tecnología de los Alimentos - Licenciatura y Ciclo de Licenciatura en Turismo - Licenciatura en Sistemas - Licenciatura en Tecnologías Ferroviarias - Licenciatura y Ciclo de Licenciatura en Planificación Logística | - Especialización en Economía Social y Gestión de Entidades Sin Fines de Lucro - Maestría en Desarrollo Sustentable |
| Humanidades y Artes                 | - Licenciatura en Audiovisión - Licenciatura en Diseño Industrial - Licenciatura en Diseño y Comunicación Visual - Traductorado Público en Idioma Inglés - Licenciatura y Ciclo de Licenciatura en Música de Cámara y Sinfónica | - Especialización y Maestría en Metodología de la Investigación Científica - Doctorado en Filosofía |
| Planificación y Políticas Públicas  | - Licenciatura y Ciclo de Licenciatura en Seguridad Ciudadana - Licenciatura en Ciencia Política y Gobierno - Licenciatura en Educación y Ciclo de Licenciatura en Gestión Educativa - Licenciatura en Justicia y Derechos Humanos - Licenciatura en Relaciones Internacionales - Licenciatura y Ciclo de Licenciatura en Tecnologías Digitales para la Educación       | - Especialización en Estudios en China Contemporánea - Especialización en Pensamiento Nacional y Latinoamericano del siglo XX - Especialización en Educación con Orientación en Investigación Educativa (modalidad presencial y semipresencial) - Especialización en Género, Políticas Públicas y Sociedad - Especialización en Migración y Asilo desde una perspectiva de los Derechos Humanos - Maestría en Derechos Humanos - Maestría en Gestión de la Energía - Maestría en Políticas Públicas y Gobierno - Doctorado en Derechos Humanos - Doctorado en Educación |
| Salud Comunitaria                   | - Licenciatura en Enfermería - Licenciatura y Ciclo de Licenciatura en Trabajo Social - Licenciatura en Nutrición - Licenciatura y Ciclo de Licenciatura en Educación Física | - Especialización en Abordaje Integral de las Problemáticas Sociales en el Ámbito Comunitario - Especialización en Epidemiología - Especialización en Gerontología - Especialización en Gestión en Salud - Especialización en Salud Mental Comunitaria - Maestría en Epidemiología, Gestión y Políticas de Salud - Maestría en Salud Mental Comunitaria - Doctorado en Salud Colectiva - Doctorado en Salud Mental Comunitaria |

## Campus

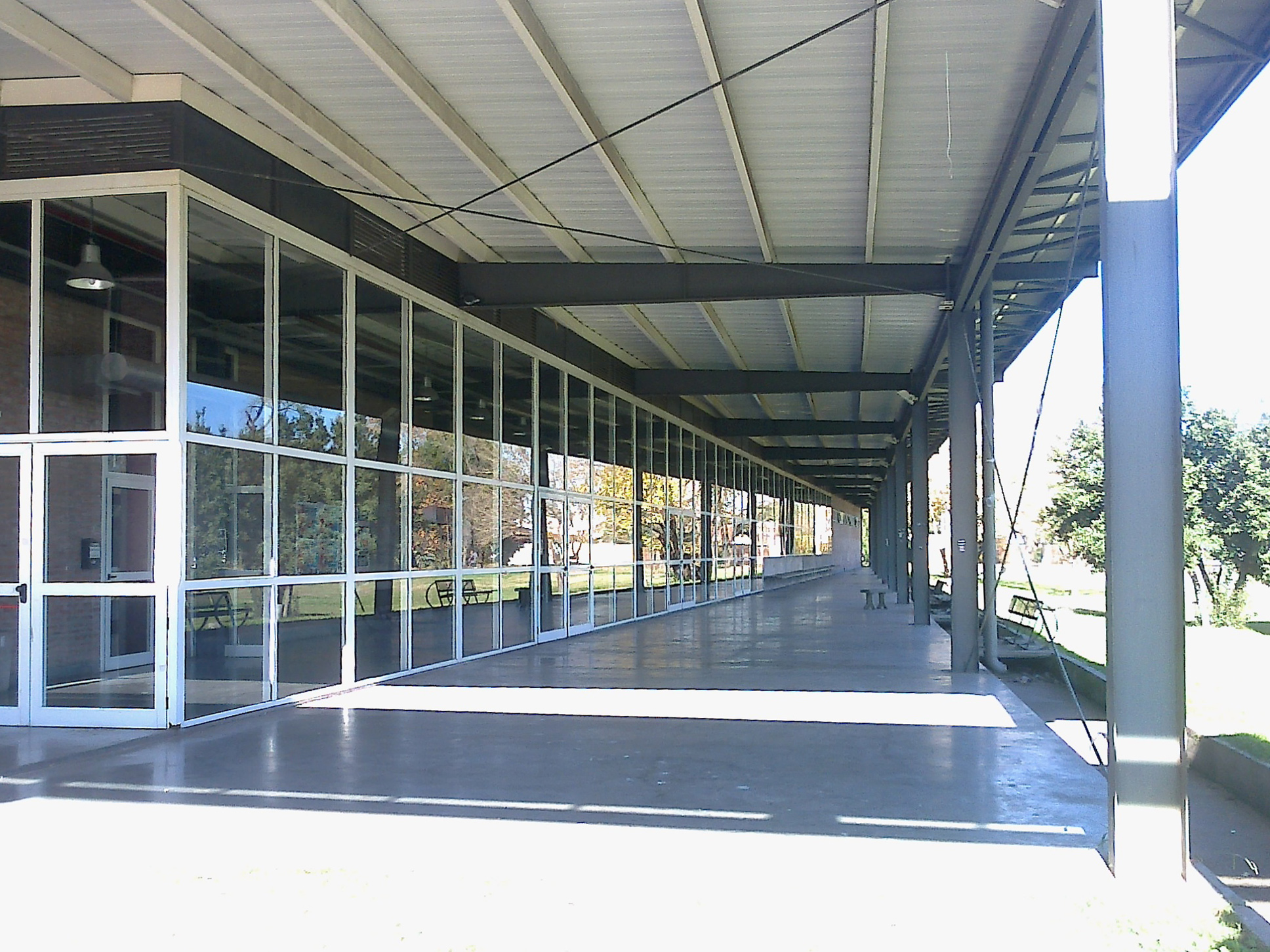
Los pabellones de la UNLa poseen una arquitectura industrial aunque fueron reciclados para su nueva función.

El Campus de la UNLa fue creado a partir de la cesión de terrenos del Ferrocarril General Roca, luego de la privatización del servicio y el cierre de parte de los talleres en Remedios de Escalada.

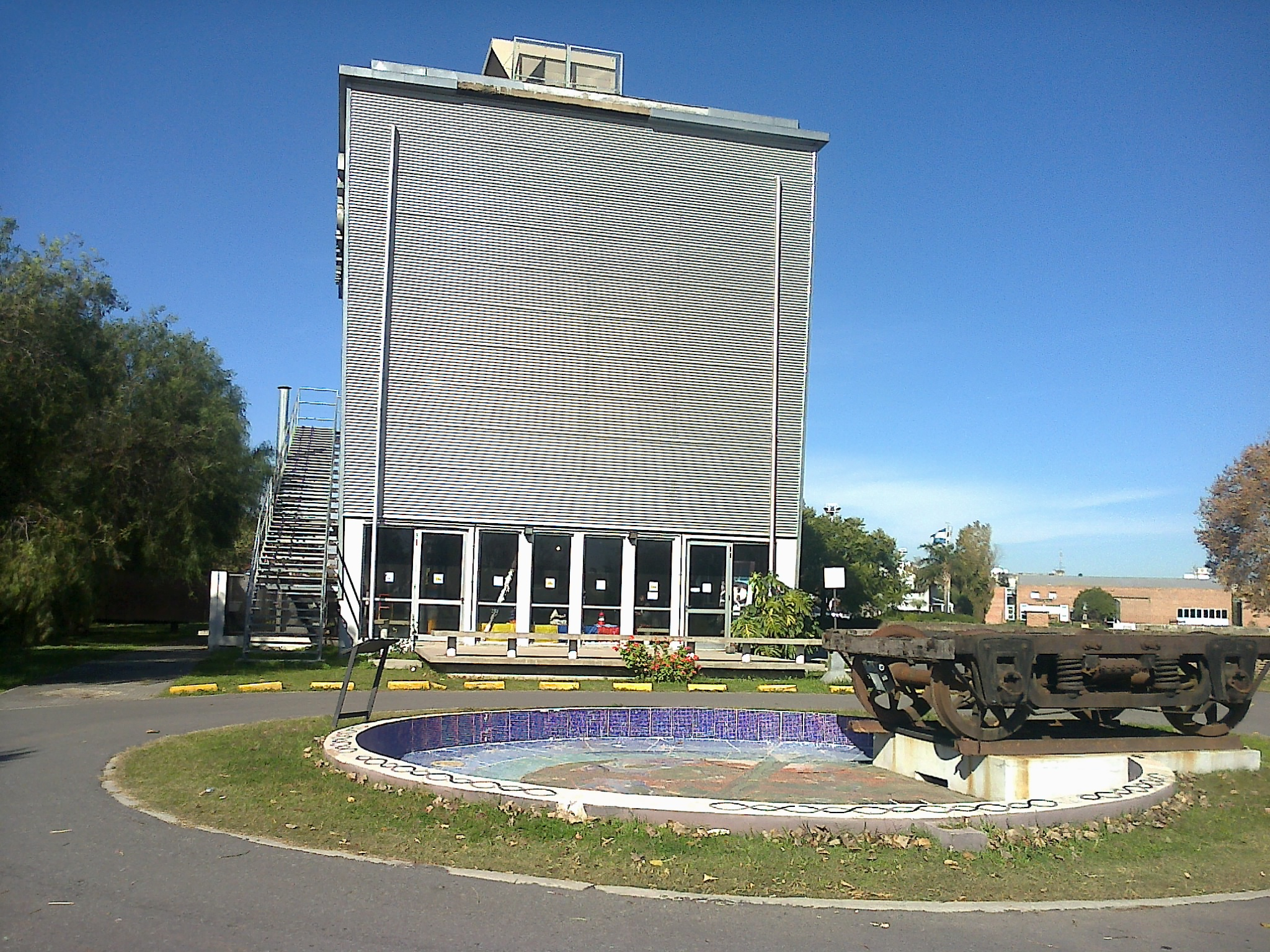
Instalado en antiguos talleres ferroviarios, en el campus hay homenajes al villero en la Argentina.

En 1998, la Universidad comenzó a instalarse en su campus, al cual fueron sumándose pabellones a lo largo de su historia. El complejo fue organizado por los arquitectos Moscato-Schere, quienes trazaron el plan original. El programa comprendía unos edificios precarios y rústicos, el edificio administrativo, y aulas que funcionarían en los galpones que databan de la época de los ingleses (fines del siglo XIX). Se pensó también en un complejo de cines, porque los proyectistas consideraron que alrededor de la plaza, una vez que estuviera abierta la “avenida del Parque”, surgiría un área cultural muy fuerte, pensada no solamente para estudiantes, sino también para el resto de la gente de Lanús.
Sobre la Avda. Yrigoyen funcionaría la sede administrativa y la del rectorado, con un aula magna, programa que se proyectó en el edificio circular, ubicado cerca del viaducto que la Municipalidad proponía construir. Por otro lado, unos módulos de uso flexible se usarían como aulas, talleres de investigación, pequeñas bibliotecas o depósitos para guardar material, según el caso. Estos edificios de tipología “en L” permitieron diseñar unos patios cuadrados de esparcimiento y recreación.
El uso de los materiales reciclados buscó transmitir «el valor de la historia». La decisión de hacer la plaza con pisos de quebracho y los bancos con los portaequipajes de los vagones, no únicamente fue por un ahorro económico, sino que hacer entender a quien la usaría. Del mismo modo, en el edificio administrativo de Remedios de Escalada, se respetó la vieja estructura de hormigón, dejándose sin revocar para que se entendiera que tenía que ver con otro tiempo. Sin embargo, luego se puso toda la tecnología al servicio de la comodidad para dar a entender que era una obra contemporánea.
Si al comenzar la década del 2000, el campus en Remedios de Escalada apenas tenía habilitados el edificio “Scalabrini Ortiz”, un viejo galpón ferroviario con techos de chapa en serrucho, y el edificio “Homero Manzi” donde hoy funciona el Campus Virtual, para fines de 2002 ya estaba habilitado el pabellón “Arturo Jauretche”, una construcción nueva que respetaba el aspecto de los edificios ferroviarios pero con un lenguaje contemporáneo. En 2004 se construyó a gran velocidad el “Leopoldo Marechal”, con diez aulas y capacidad para 1000 estudiantes; y al año siguiente se levantaba el “Manuel Ugarte”, pegado y muy similar al edificio “Jauretche”, sumando diez aulas más para otros mil alumnos, mientras empezaban las obras del pabellón “Juana Manso”.
Este último se inauguró en 2006, con ocho aulas y capacidad para 800 estudiantes, y ese mismo año estuvo terminado el Cine Universitario “Tita Merello”. Al año siguiente, se abría al público la Plaza “Quijotanía”, festejando la primera década del campus y cuatro esculturas representando los famosos molinos de la novela de Cervantes. A fin de 2009 estuvo listo el reciclaje del Edificio “José Hernández”, el más grande del campus, y en mayo de 2010 se inauguró el Aula Magna “Bicentenario”, el Comedor Universitario “Carlos Mugica” y las canchas deportivas. Al mismo tiempo, comenzaban obras de los dos nuevos pabellones científicos.
En julio de 2011 se inauguraba la sede del Instituto de Salud Colectiva (ISCo), llamada “Leonardo Werthein” (con nueve salas para investigadores, tres aulas y un área administrativa). En mayo de 2012, quedaron inaugurados los nuevos Laboratorios “Oscar Varsavky” (dos laboratorios de investigación en microbiología, uno de físico-química, otro de fermentación y dos aulas) Para marzo de 2013 estaba terminado el edificio de 12 aulas “Macedonio Fernández”, una ampliación del edificio “Raúl Scalabrini Ortiz”.

## Deportes

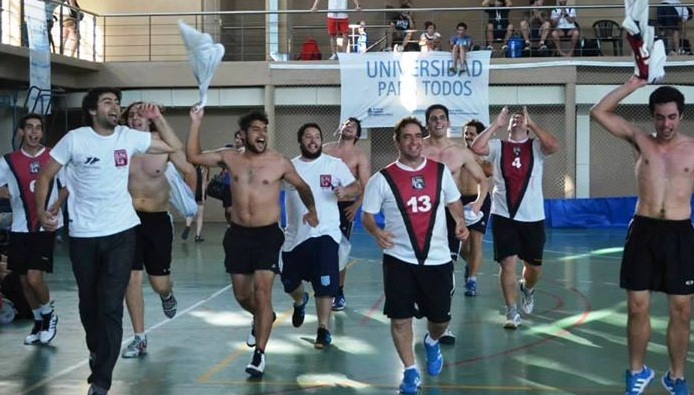
UNLa Campeón argentino de hándbol masculino - JUAR 2014

La UNLa es miembro de la Federación del Deporte Universitario Argentino y participa asiduamente de los eventos deportivos organizados por la misma. La actuación más destacada de un equipo deportivo de esta casa de estudios se dio en el marco de los Juegos Universitarios Argentinos 2014 (JUAR 2014), en los cuales el conjunto de hándbol masculino logró el título regional Gran Buenos Aires Sur, derrotando a la Universidad de La Plata y luego en las finales se consagró Campeón Argentino, imponiéndose a rivales como la Universidad de Buenos Aires, la Universidad Nacional de Luján y el ISEF N.º 1 "Romero Brest".

### Actividades abiertas a la comunidad universitaria
- Ajedrez
- Fútbol Femenino
- Futsal Masculino
- Hándbol Masculino y Femenino
- Vóley Masculino y Femenino
- Básquet Masculino y Femenino
- Hockey Masculino y Femenino

## Campus Virtual

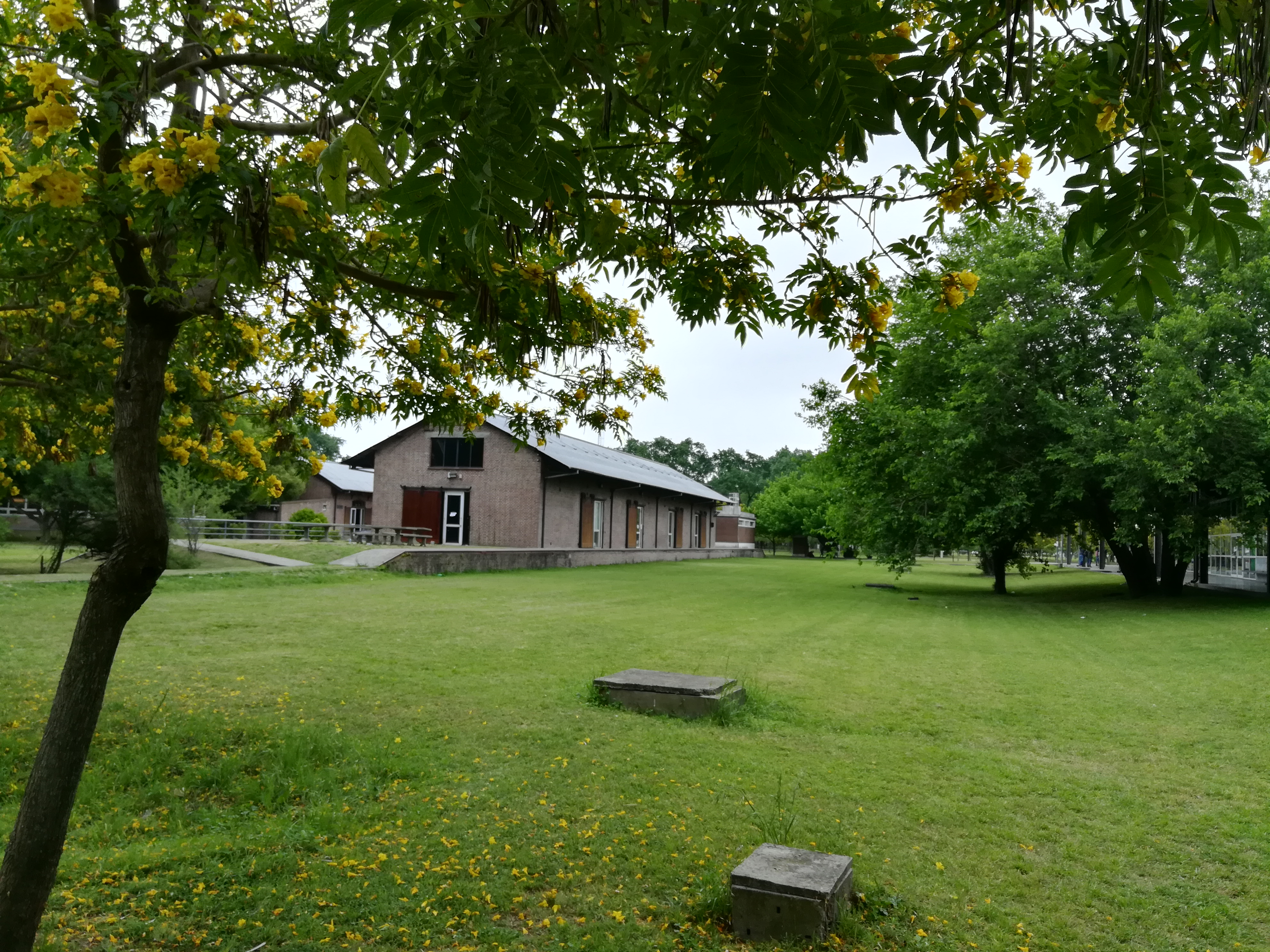
Edificio "Homero Manzi" de la Universidad Nacional de Lanús. Allí se desarrollan las actividades del Campus Virtual de la Universidad

A través del Estatuto de la Universidad Nacional de Lanús se establece como uno de sus fines: "Organizar e impartir Educación Superior Universitaria, presencial o a distancia, mediante trayectos curriculares de pregrado, grado y posgrado".  En este sentido con la Resolución Rectoral N.º1589/9 se propuso la creación del Campus Virtual UNLa asignando al Vicerrectorado la tarea de su organización y desarrollo.
El Campus Virtual UNLa está conformado por profesionales especialistas que, organizados en equipos, acompañan y guían de forma integral a todas las personas que intervienen en las propuestas de Educación a Distancia. Además de esta tarea de asesoramiento permanente ofrece también  cursos y talleres de capacitación para docentes y estudiantes con el propósito de integrar los recursos tecnológicos disponibles en la Web en los procesos de  enseñanza aprendizaje.

## Biblioteca

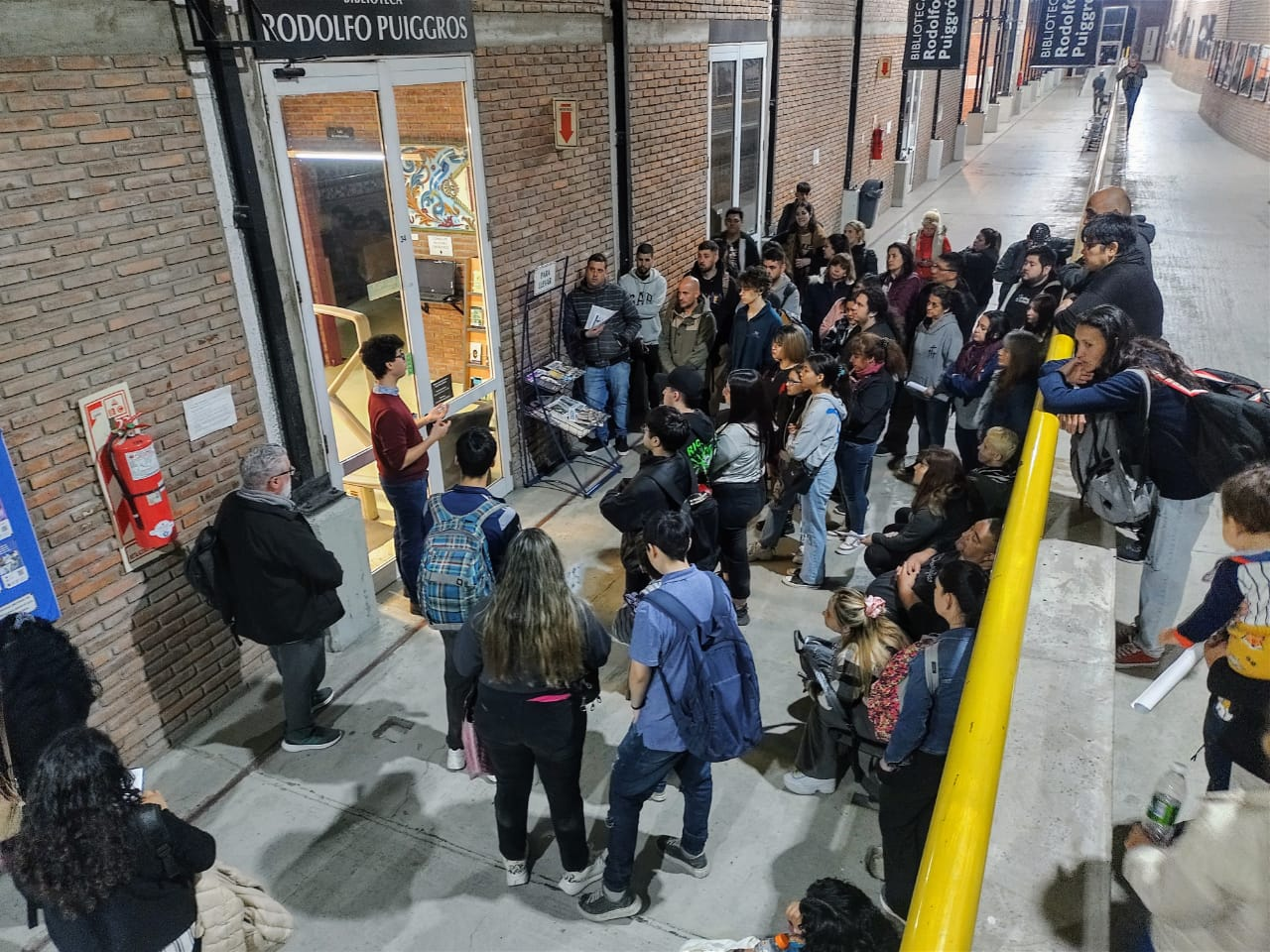
Sala Colección General de la Biblioteca Rodolfo Puiggrós de la UNLa, durante una visita guiada nocturna a estudiantes.

La Biblioteca Rodolfo Puiggrós, creada también el 7 de junio de 1995, se encuentra ubicada en el edificio Scalabrini Ortiz. Es centralizada, de carácter público y de estantería abierta, por lo que todo el material disponible puede ser consultado, no solo por estudiantes, docentes y no docentes de la universidad, sino también por cualquier persona que así lo requiera.En 2023, la biblioteca contaba con 252 puestos de lectura distribuidos en 5 salas de consulta. Además, posee una sala silenciosa, una sala de consulta de material de referencia, una sala parlante y con acceso a computadoras con wifi, una sala externa para realizar trabajos grupales y la sala de consulta de material audiovisual.
El fondo documental está compuesto por diversos materiales impresos y digitales. La hemeroteca alberga colecciones que responden a la bibliografía de las carreras que brinda la universidad. Además, la biblioteca alberga más de 8000 volúmenes que integran la biblioteca personal del Dr. Antonio Cafiero, donada por su familia y disponible para su consulta a todos los usuarios.La biblioteca presta diferentes servicios a sus distintos tipos de usuarios según su Reglamento de Servicios. Algunos son gratuitos y otros arancelados. Entre los primeros se incluyen lectura en sala, referencia y localización del material bibliográfico impreso y digital, préstamos in situ y domiciliarios, acceso a material audiovisual, accesibilización de material bibliográficas para personas con discapacidad visual, cursos y talleres de Alfabetización informacional y búsquedas de información en Internet y a través de IA generativa, entre otros.

## Radio
La Universidad Nacional de Lanús cuenta con una emisora de su propiedad (Radio UNLa), que transmite en su frecuencia FM 92.1 MHz y también en continuo por el sitio web de la radio. Inaugurada el 12 de julio de 2012, se encuentra ubicada en el predio Yrigoyen, Av. Hipólito Yrigoyen 5682 de la localidad de Remedios de Escalada. Además, forma parte de la Asociación de Radiodifusoras Universitarias Nacionales Argentinas (ARUNA) del CIN.